# Castor A
El Castor A fue un cohete sonda argentino fabricado en 1969. Se trató de un vehículo de dos etapas consistente en cuatro cohetes Canopus II.
Fue manufacturado por IIAE. Efectuó seis lanzamientos desde CELPA Chamical, fallando uno (rendimiento 83,3 %).

## Cronología de lanzamientos
- 22 de diciembre de 1969 — misión de prueba, Argentina, Agencia IIAE; apogeo 400 km
- 22 de noviembre de 1973 — misión ionosférica de iones cósmicos, Alemania, Agencia MPE; apogeo 406 km
- 30 de septiembre de 1975 — misión ionosférica de iones cósmicos, Alemania, Agencia MPE; apogeo 400 km; desde la Base Aérea Militar Vicecomodoro Marambio. isla Marambio, Antártida Argentina, a 64°23′S 56°38′O / -64.383, -56.633
- 3 de octubre de 1975. Misión ionosférica de iones cósmicos, Alemania, Agencia MPE; apogeo 400 km; desde la Base Vicecomodoro Marambio. isla Marambio, Antártida Argentina, a 64°23′S 56°38′O / -64.383, -56.633
- 21 de marzo de 1979 — 23:49 GMT, desde Chilca Perú. Falló. Misión de Dispersión de bario. Alemania, Agencia: DFVLR
- 22 de marzo de 1979 — 23:59 GMT, desde Chilca Perú. Misión de Dispersión de bario. Alemania, Agencia: DFVLR; apogeo 268 km.

## Especificaciones
- Apogeo: 400 km
- Masa total: 300 kg
- Diámetro: 28 cm
- Longitud: 7 m